# アレクト (小惑星)
アレクト (465 Alekto) は、小惑星帯に位置する小惑星の一つ。
ギリシア神話の復讐の女神、エリーニュスの一柱アレークトーにちなんで名づけられた。